# Тетрациклическая система координат
Тетрацикли́ческие координа́ты — однородные координаты точки на плоскости, предложенные Дарбу. Система тетрациклических координат задаётся четырьмя окружностями, а отношения координат точки выражаются уравнениями {\displaystyle \sigma x_{i}=k_{i}S_{i}} ({\displaystyle i} = 1, 2, 3, 4), где

{\displaystyle \sigma } — не равный нулю множитель пропорциональности,

{\displaystyle k_{i}} — не равные нулю произвольные постоянные,

{\displaystyle S_{i}} — степень точки относительно заданных четырёх окружностей.